# Оксфорд (Индијана)
Оксфорд (енгл. Oxford) град је у америчкој савезној држави Индијана.

## Демографија
По попису из 2010. године број становника је 1.162, што је 109 (-8,6%) становника мање него 2000. године.
| Група             | 2000.         | 2010.         |
| Белци             | 1.242 (97,7%) | 1.139 (98,0%) |
| Афроамериканци    | 2 (0,2%)      | 1 (0,1%)      |
| Азијати           | 1 (0,1%)      | 1 (0,1%)      |
| Хиспаноамериканци | 13 (1,0%)     | 8 (0,7%)      |
| Укупно            | 1.271         | 1.162         |